# Reserva natural integral del Tsingy de Bemaraha
La Reserva natural integral de Tsingy de Bemaraha es localitza en el centre oest de la província de Mahajanga a Madagascar. La seva geologia única, les seves ben conservades selves de manglars i la seva rica fauna de lèmurs, ocells, camaleons i altres espècies van motivar la seva inclusió en el Patrimoni de la Humanitat per la UNESCO l'any 1990.
La zona és especialment notable per les seves tsingy o pinacles de roca calcària, rasclers tan extremadament afilats que poden infligir greus ferides a un visitant poc previngut. S'han format gràcies a les pluges (mitjana anual de 1.800 mm) que dissolen la roca calcària formant aquestes arestes agudes. És perillós, i sovint impossible, transitar entre els tsingy, excepte per als àgils lèmurs i altres representants de la fauna local.
Tsingy és una expressió onomatopeica malgaix que fa referència al so dels pinacles quan se'ls colpeja, semblant al d'una campana.
Tsingy en malgaix significa 'on no es pot caminar descalç'.